# Giuseppe Manzelli
Giuseppe Manzelli (Mercato Saraceno, 1894 – Roma, 5 marzo 1963) è stato un militare e partigiano italiano, medaglia d'oro al valor militare alla memoria.

## Biografia
Nominato tenente colonnello nel 1941, nei giorni dell'armistizio l'ufficiale era al comando del 1º Battaglione del 120º Reggimento "Emilia" dislocato in Dalmazia.
Alle intimazioni tedesche di consegnare la piazzaforte delle Bocche di Cattaro si oppose con le armi "resistendo tenacemente e reagendo – come ricorda la motivazione della medaglia d'oro al valor militare – con reiterati audaci contrattacchi, condotti personalmente con eroico spirito aggressivo".
Giuseppe Manzelli sopravvisse all'internamento in campi tedeschi in Polonia e in Germania e poté tornare in Italia dopo la Liberazione. Nel 1947 fu collocato in congedo e, due anni prima della sua scomparsa, fu promosso generale di divisione.